# Arauca
Pour les articles homonymes, voir Arauca (homonymie).
L'Arauca est l'un des 32 départements de la Colombie. Il se situe à l'extrême nord de l'Orénoquie colombienne.

## Toponymie
Le nom de l'Arauca vient de l’arauco (Kamichi cornu, ou Anhima cornuta), un oiseau qui y vit.

## Histoire

### Période précolombienne
L'origine du peuplement indigène de l'Arauca est difficile à définir. En 1530, plusieurs groupes habitent les savanes ou les contreforts de la cordillère Orientale. Ce sont notamment les Guahibos, Achaguas, Sálibas, Tunebos, Betoyes et les Giraras. Certains de ces groupes font partie de la nation Arawak.

### Période coloniale
En 1536, Jorge de Spira visite la région, suivi en 1538 par Nicolás de Federmán. Tous deux sont des Allemands mandatés par des groupes de conquistadors.
La colonisation commence à Tame en 1628 et se prolonge jusqu'à la fondation de la République.

### XIXeetXXesiècles
En 1810, le territoire de l'Arauca est intégré à la province de Casanare (département de Boyacá).
En 1818, Arauca devient capitale provisoire de la République. En 1819, la province de Casanare est intégrée au département de Cundinamarca. En 1831, après la dissolution de la Grande Colombie, Arauca demeure une partie de la province de Casanare.
Entre 1858 et 1886, Arauca fait partie de l'État souverain de Boyacá.
En 1886, à la création des départements, l'Arauca fait partie du département de Boyacá. En 1911 est créée la Comisaría Especial de Arauca, avec la ville d'Arauca pour capitale, qui devient en 1955 Intendencia Nacional. L'Arauca est séparé de Boyacá en 1960 et intégré au département de Meta. En 1963 est institué le Consejo Intendencial d'Arauca.
En 1991, la nouvelle constitution crée l'actuel département d'Arauca,.

La province de Casanare en 1810.
La province de Casanare en 1855.
L'État souverain de Boyacá en 1863.
Le département d'Arauca depuis 1991.

### Histoire récente
Peu peuplé, le département d’Arauca est, au début des années 2000, le plus militarisé de Colombie. Malgré cette présence de l’armée, le paramilitarisme s’y est consolidé à la fin 2001, après avoir commis des massacres et provoqué des déplacements de population. Les paramilitaires ont organisé le repeuplement de nombreux villages, les transformant en « hameaux stratégiques » similaires à ceux des guerres du Vietnam et du Guatemala.
En 2011, on estime à 500 rebelles le nombre de guérilleros des FARC présents sur tout le département, bénéficiant de la proximité avec la frontière vénézuélienne, qui accueillerait jusqu'à 1500 guérilleros.
En 2019, une partie du département est sous le joug de groupes narco-paramilitaires.

## Géographie

### Géographie physique

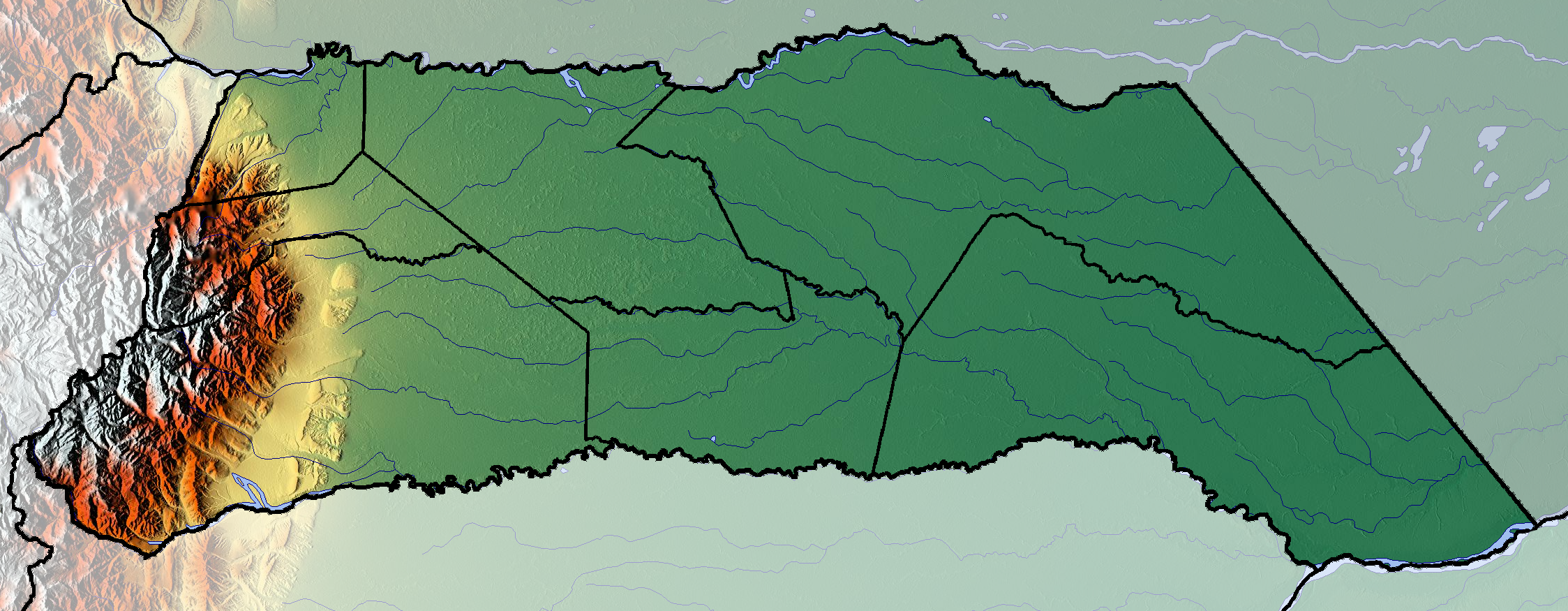
Carte topographique de l'Arauca.

L'Arauca est délimité au nord par la rivière Arauca, qui le sépare du Venezuela, à l'Est par la frontière vénézuelienne, au sud par les rivières Meta et Casanare qui le séparent des départements du Vichada et du Casanare, à l'ouest par la frontière du département de Boyacá.
Le département peut se diviser en trois grandes zones de relief : la cordillère Orientale à l'ouest, le piémont au centre et les plaines alluviales à l'est.

### Climat
Les facteurs principaux qui déterminent le climat du département sont la zone de convergence intertropicale et la cordillère Orientale.
La zone du piémont, située entre 1 000 et 2 000 mètres d'altitude est la plus arrosée, avec une hauteur annuelle de 4 000 mm. Dans les zones moins pluvieuses, la Sierra Nevada del Cocuy au-delà de 4 000 mètres et les plaines orientales, la hauteur annuelle de précipitations ne dépasse pas 1 500 mm. Les pluies sont périodiques et surviennent généralement de mars à novembre.

### Découpage administratif

Municipalités d'Arauca
1. Arauca 2. Arauquita 3. Cravo Norte 4. Fortul 5. Puerto Rondón 6. Saravena 7. Tame

Le département d'Arauca est découpé en municipalités. Arauca en est la capitale.
| Municipalité  | Superficie (km2) | Population (2005) | Densité (hab./km2) |
| ------------- | ---------------- | ----------------- | ------------------ |
| Arauca        | 5 721            | 68 222            | 11,9               |
| Arauquita     | 3 281            | 15 951            | 4,9                |
| Cravo Norte   | 5 301            | 2 970             | 0,6                |
| Fortul        | 1 125            | 4 393             | 3,9                |
| Puerto Rondón | 2 186            | 2 656             | 1,2                |
| Saravena      | 658,7            | 35 279            | 53,6               |
| Tame          | 6 457            | 23 557            | 3,6                |

## Démographie
| 1985    | 1990    | 1995    | 2000    | 2005    |
| ------- | ------- | ------- | ------- | ------- |
| 102 845 | 137 646 | 177 070 | 215 979 | 232 118 |

Selon le recensement de 2005, 2,2 % de la population de l'Arauca se reconnait comme étant « indigène », c'est-à-dire descendant d'ethnies amérindiennes et 4 % se définit comme afro-colombienne.

## Économie
Les principales activités économiques dans le département sont, dans l'ordre, l'exploitation pétrolière, l'élevage, l'agriculture, les services et le commerce. L'importance du pétrole, à travers notamment l'exploitation des champs pétrolifères de Caño Limón et des Capachos, se reflète dans son apport au PIB du département, qui dépend en grande partie de cette activité. L'élevage est centré sur les bovidés, dont la commercialisation est dirigée vers Puerto López, Bucaramanga et Cúcuta. La production agricole est principalement destinée à satisfaire la demande locale.